# System Dahlgrena
System Dahlgrena – jeden z systemów klasyfikacji roślin okrytonasiennych opublikowany przez specjalistę zajmującego się roślinami jednoliściennymi, pracownika Muzeum Botanicznego Uniwersytetu Kopenhaskiego – Rolfa Dahlgrena (1932-1987). Pierwszą wersję swego systemu opublikował w 1974 w języku duńskim przedstawiając w oryginalny sposób relacje filogenetyczne między taksonami roślin. Ilustrował je diagramami stanowiącymi wyobrażenie przekroju poprzecznego przez gałęzie drzewa filogenetycznego (wielkość i powiązania między taksonami odzwierciedlało wzajemne położenie i wielkość kolistych przekrojów przez gałęzie). Specyficzne przedstawienie relacji filogenetycznych nazwane zostało „Dahlgrenogramem”. Kolejne wersje systemu już po angielsku publikował w latach 1975, 1980, 1981, 1983. Po tragicznej śmierci autora (wypadek samochodowy) dzieło zostało dokończone przez jego żonę – Gertrudę i wydane w 1989. 
Poniższe zestawienie bazuje na publikacji sporządzonej przez Jamesa L. Reveala.
- Klasa Magnoliopsida
podklasa Magnoliidae
nadrząd Magnolianae
rząd Annonales
rodzina Annonaceae
rodzina Myristicaceae
rodzina Eupomatiaceae
rodzina Canellaceae
rodzina Austrobaileyaceae
rząd Aristolochiales
rodzina Aristolochiaceae
rząd Rafflesiales
rodzina Rafflesiaceae
rodzina Hydnoraceae
rząd Magnoliales
rodzina Degeneriaceae
rodzina Himantandraceae
rodzina Magnoliaceae
rząd Lactoridales
rodzina Lactoridaceae
rząd Winterales
rodzina Winteraceae
rząd Chloranthales
rodzina Chloranthaceae
rząd Illiciales
rodzina Illiciaceae
rodzina Schisandraceae
rząd Laurales
rodzina Amborellaceae
rodzina Trimeniaceae
rodzina Monimiaceae
rodzina Gomortegaceae
rodzina Calycanthaceae
rodzina Lauraceae
rząd Nelumbonales
rodzina Nelumbonaceae
nadrząd Nymphaeanae
rząd Piperales
rodzina Saururaceae
rodzina Piperaceae
rząd Nymphaeales
rodzina Cabombaceae
rodzina Nymphaeaceae
rodzina Ceratophyllaceae
nadrząd Ranunculanae
rząd Ranunculales
rodzina Lardizabalaceae
rodzina Sargentodoxaceae
rodzina Menispermaceae
rodzina Kingdoniaceae
rodzina Circaeasteraceae
rodzina Ranunculaceae
rodzina Hydrastidaceae
rodzina Berberidaceae
rząd Papaverales
rodzina Papaveraceae
rodzina Fumariaceae
nadrząd Caryophyllanae
rząd Caryophyllales
rodzina Molluginaceae
rodzina Caryophyllaceae
rodzina Phytolaccaceae
rodzina Achatocarpaceae
rodzina Agdestidaceae
rodzina Basellaceae
rodzina Portulacaceae
rodzina Stegnospermataceae
rodzina Nyctaginaceae
rodzina Aizoaceae
rodzina Halophytaceae
rodzina Cactaceae
rodzina Didiereaceae
rodzina Hectorellaceae
rodzina Chenopodiaceae
rodzina Amaranthaceae
nadrząd Polygonanae
rząd Polygonales
rodzina Polygonaceae
nadrząd Plumbaginanae
rząd Plumbaginales
rodzina Plumbaginaceae
rodzina Limoniaceae
nadrząd Malvanae
rząd Malvales
rodzina Sterculiaceae
rodzina Plagiopteraceae
rodzina Bixaceae
rodzina Cochlospermaceae
rodzina Cistaceae
rodzina Sphaerosepalaceae
rodzina Sarcolaenaceae
rodzina Huaceae
rodzina Tiliaceae
rodzina Dipterocarpaceae
rodzina Bombacaceae
rodzina Malvaceae
rząd Urticales
rodzina Ulmaceae
rodzina Moraceae
rodzina Cecropiaceae
rodzina Barbeyaceae
rodzina Cannabaceae
rodzina Urticaceae
rząd Euphorbiales
rodzina Euphorbiaceae
rodzina Simmondsiaceae
rodzina Pandaceae
rodzina Aextoxicaceae
rodzina Dichapetalaceae
rząd Thymelaeales
rodzina Gonystylaceae
rodzina Thymelaeaceae
rząd Rhamnales
rodzina Rhamnaceae
nadrząd Violanae
rząd Violales
rodzina Flacourtiaceae
rodzina Berberidopsidaceae
rodzina Aphloiaceae
rodzina Physenaceae
rodzina Passifloraceae
rodzina Dipentodontaceae
rodzina Peridiscaceae
rodzina Scyphostegiaceae
rodzina Violaceae
rodzina Turneriaceae
rodzina Malesherbiaceae
rodzina Caricaceae
rząd Cucurbitales
rodzina Achariaceae
rodzina Cucurbitaceae
rodzina Begoniaceae
rodzina Datiscaceae
rząd Salicales
rodzina Salicaceae
rząd Tamaricales
rodzina Tamaricaceae
rodzina Frankeniaceae
rząd Capparales
rodzina Capparaceae
rodzina Brassicaceae
rodzina Tovariaceae
rodzina Resedaceae
rodzina Gyrostemonaceae
rodzina Bataceae
rodzina Moringaceae
rząd Tropaeolales
rodzina Tropaeolaceae
rodzina Limnanthaceae
rząd Salvadorales
rodzina Salvadoraceae
nadrząd Theanae
rząd Dilleniales
rodzina Dilleniaceae
rząd Paeoniales
rodzina Glaucidiaceae
rodzina Paeoniaceae
rząd Theales
rodzina Stachyuraceae
rodzina Pentaphylacaceae
rodzina Marcgraviaceae
rodzina Quiinaceae
rodzina Ancistrocladaceae
rodzina Dioncophyllaceae
rodzina Nepenthaceae
rodzina Medusagynaceae
rodzina Caryocaraceae
rodzina Strasburgeriaceae
rodzina Ochnaceae
rodzina Chrysobalanaceae
rodzina Oncothecaceae
rodzina Scytopetalaceae
rodzina Theaceae
rodzina Bonnetiaceae
rodzina Clusiaceae
rodzina Elatinaceae
rząd Lecythidales
rodzina Lecythidaceae
nadrząd Primulanae
rząd Primulales
rodzina Myrsinaceae
rodzina Aegicerataceae
rodzina Theophrastaceae
rodzina Primulaceae
rodzina Coridaceae
rząd Ebenales
rodzina Sapotaceae
rodzina Styracaceae
rodzina Lissocarpaceae
rodzina Ebenaceae
nadrząd Rosanae
rząd Trochodendrales
rodzina Trochodendraceae
rodzina Tetracentraceae
rząd Cercidiphyllales
rodzina Cercidiphyllaceae
rodzina Eupteleaceae
rząd Hamamelidales
rodzina Hamamelidaceae
rodzina Platanaceae
rodzina Myrothamnaceae
rząd Balanopales
rodzina Balanopaceae
rząd Fagales
rodzina Nothofagaceae
rodzina Fagaceae
rodzina Corylaceae
rodzina Betulaceae
rząd Juglandales
rodzina Rhoipteleaceae
rodzina Juglandaceae
rząd Myricales
rodzina Myricaceae
rząd Casuarinales
rodzina Casuarinaceae
rząd Buxales)
rodzina Buxaceae
rodzina Daphniphyllaceae
rodzina Didymelaceae
rząd Geissolomatales
rodzina Geissolomataceae
rząd Cunoniales
rodzina Cunoniaceae
rodzina Baueraceae
rodzina Brunelliaceae
rodzina Davidsoniaceae
rodzina Eucryphiaceae
rząd Saxifragales
rodzina Saxifragaceae
rodzina Francoaceae
rodzina Greyiaceae
rodzina Brexiaceae
rodzina Grossulariaceae
rodzina Iteaceae
rodzina Cephalotaceae
rodzina Crassulaceae
rodzina Podostemaceae
rząd Droserales
rodzina Droseraceae
rodzina Lepuropetalaceae
rodzina Parnassiaceae
rząd Rosales
rodzina Rosaceae
rodzina Neuradaceae
rodzina Malaceae
rodzina Amygdalaceae
rodzina Anisophylleaceae
rodzina Crossosomataceae
rodzina Surianaceae
rodzina Rhabdodendraceae
rząd Gunnerales
rodzina Gunneraceae
nadrząd Proteanae
rząd Proteales
rodzina Proteaceae
rząd Elaeagnales
rodzina Elaeagnaceae
nadrząd Myrtanae
rząd Myrtales
rodzina Psiloxylaceae
rodzina Heteropyxidaceae
rodzina Myrtaceae
rodzina Onagraceae
rodzina Trapaceae
rodzina Lythraceae
rodzina Combretaceae
rodzina Melastomataceae
rodzina Memecylaceae
rodzina Crypteroniaceae
rodzina Oliniaceae
rodzina Penaeaceae
rodzina Rhynchocalycaceae
rodzina Alzateaceae
rząd Haloragales
rodzina Haloragaceae
nadrząd Rutanae
rząd Sapindales
rodzina Coriariaceae
rodzina Anacardiaceae
rodzina Leitneriaceae
rodzina Podoaceae
rodzina Sapindaceae
rodzina Hippocastanaceae
rodzina Aceraceae
rodzina Akaniaceae
rodzina Bretschneideraceae
rodzina Emblingiaceae
rodzina Staphyleaceae
rodzina Melianthaceae
rodzina Sabiaceae)
rodzina Meliosmaceae
rodzina Connaraceae
rząd Fabales
rodzina Mimosaceae
rodzina Caesalpiniaceae
rodzina Fabaceae
rząd Rutales
rodzina Rutaceae
rodzina Ptaeroxylaceae
rodzina Cneoraceae
rodzina Simaroubaceae
rodzina Tepuianthaceae
rodzina Burseraceae
rodzina Meliaceae
rząd Polygalales
rodzina Malpighiaceae
rodzina Trigoniaceae
rodzina Vochysiaceae
rodzina Polygalaceae
rodzina Krameriaceae
rząd Geraniales
rodzina Zygophyllaceae
rodzina Peganaceae
rodzina Nitrariaceae
rodzina Geraniaceae
rodzina Vivianiaceae
rodzina Ledocarpaceae
rodzina Biebersteiniaceae
rodzina Dirachmaceae
rodzina Balanitaceae
rząd Linales
rodzina Linaceae
rodzina Humiriaceae
rodzina Ctenolophonaceae
rodzina Ixonanthaceae
rodzina Erythroxylaceae
rodzina Lepidobotryaceae
rodzina Oxalidaceae
rząd Celastrales
rodzina Stackhousiaceae
rodzina Lophopyxidaceae
rodzina Cardiopteridaceae
rodzina Corynocarpaceae
rodzina Celastraceae
rząd Rhizophorales
rodzina Rhizophoraceae
rodzina Elaeocarpaceae
rząd Balsaminales
rodzina Balsaminaceae
nadrząd Vitanae
rząd Vitales
rodzina Vitaceae
nadrząd Santalanae
rząd Santalales
rodzina Olacaceae
rodzina Opiliaceae
rodzina Loranthaceae
rodzina Medusandraceae
rodzina Misodendraceae
rodzina Eremolepidaceae
rodzina Santalaceae
rodzina Viscaceae
nadrząd Balanophoranae
rząd Balanophorales
rodzina Cynomoriaceae
rodzina Balanophoraceae
nadrząd Aralianae
rząd Pittosporales
rodzina Pittosporaceae
rodzina Tremandraceae
rodzina Byblidaceae
rząd Araliales
rodzina Araliaceae
rodzina Apiaceae
nadrząd Asteranae
rząd Campanulales
rodzina Pentaphragmataceae
rodzina Campanulaceae
rodzina Lobeliaceae
rząd Asterales
rodzina Asteraceae
nadrząd Solananae
rząd Solanales
rodzina Solanaceae
rodzina Sclerophylacaceae
rodzina Goetzeaceae
rodzina Convolvulaceae
rodzina Cuscutaceae
rodzina Cobaeaceae
rodzina Polemoniaceae
rząd Boraginales
rodzina Hydrophyllaceae
rodzina Ehretiaceae
rodzina Boraginaceae
rodzina Lennoaceae
rodzina Hoplestigmataceae
nadrząd Ericanae
rząd Bruniales
rodzina Bruniaceae
rodzina Grubbiaceae
rząd Fouquieriales
rodzina Fouquieriaceae
rząd Ericales
rodzina Actinidiaceae
rodzina Clethraceae
rodzina Cyrillaceae
rodzina Ericaceae
rodzina Empetraceae
rodzina Monotropaceae
rodzina Pyrolaceae
rodzina Epacridaceae
rząd Stylidiales
rodzina Stylidiaceae
rząd Sarraceniales
rodzina Sarraceniaceae
nadrząd Cornanae
rząd Cornales
rodzina Garryaceae
rodzina Alangiaceae
rodzina Nyssaceae
rodzina Cornaceae
rodzina Roridulaceae
rodzina Davidiaceae 
rodzina Escalloniaceae
rodzina Helwingiaceae
rodzina Torricelliaceae
rodzina Aucubaceae
rodzina Aralidiaceae
rodzina Diapensiaceae
rodzina Phellinaceae
rodzina Aquifoliaceae 
rodzina Paracryphiaceae 
rodzina Sphenostemonaceae 
rodzina Symplocaceae 
rodzina Icacinaceae 
rodzina Montiniaceae
rodzina Columelliaceae
rodzina Alseuosmiaceae
rodzina Hydrangeaceae
rodzina Sambucaceae
rodzina Viburnaceae
rodzina Menyanthaceae
rodzina Adoxaceae
rodzina Phyllonomaceae
rodzina Tribelaceae
rodzina Eremosynaceae
rodzina Pterostemonaceae
rodzina Tetracarpaeaceae
rząd Eucommiales
rodzina Eucommiaceae
rząd Dipsacales
rodzina Caprifoliaceae
rodzina Valerianaceae
rodzina Dipsacaceae
rodzina Morinaceae
rodzina Calyceraceae
nadrząd Loasanae
rząd Loasales
rodzina Loasaceae
nadrząd Gentiananae
rząd Goodeniales
rodzina Goodeniaceae
rząd Oleales
rodzina Oleaceae
rząd Gentianales
rodzina Desfontainiaceae
rodzina Loganiaceae
rodzina Dialypetalanthaceae
rodzina Rubiaceae
rodzina Theligonaceae
rodzina Gentianaceae
rodzina Saccifoliaceae
rodzina Apocynaceae
rodzina Asclepiadaceae
nadrząd Lamianae
rząd Lamiales
rodzina Retziaceae
rodzina Stilbaceae
rodzina Buddlejaceae
rodzina Scrophulariaceae
rodzina Myoporaceae
rodzina Globulariaceae
rodzina Plantaginaceae
rodzina Lentibulariaceae
rodzina Pedaliaceae
rodzina Trapellaceae
rodzina Martyniaceae
rodzina Gesneriaceae
rodzina Bignoniaceae
rodzina Acanthaceae
rodzina Verbenaceae
rodzina Lamiaceae
rodzina Callitrichaceae
rząd Hydrostachyales
rodzina Hydrostachyaceae
rząd Hippuridales
rodzina Hippuridaceae
podklasa Liliidae
nadrząd Alismatanae
rząd Alismatales
rodzina Aponogetonaceae
rodzina Butomaceae
rodzina Hydrocharitaceae
rodzina Limnocharitaceae
rodzina Alismataceae
rząd Najadales
rodzina Scheuchzeriaceae
rodzina Juncaginaceae
rodzina Najadaceae
rodzina Potamogetonaceae
rodzina Zosteraceae
rodzina Posidoniaceae
rodzina Cymodoceaceae
rodzina Zannichelliaceae
nadrząd Triuridanae
rząd Triuridales
rodzina Triuridaceae
nadrząd Aranae
rząd Arales
rodzina Araceae
rodzina Acoraceae
rodzina Lemnaceae
nadrząd Lilianae
rząd Dioscoreales
rodzina Trichopodaceae
rodzina Dioscoreaceae
rodzina Stemonaceae
rodzina Taccaceae
rodzina Trilliaceae
rodzina Rhipogonaceae
rodzina Petermanniaceae
rodzina Smilacaceae
rząd Asparagales
rodzina Philesiaceae
rodzina Luzuriagaceae
rodzina Convallariaceae
rodzina Dracaenaceae
rodzina Asparagaceae
rodzina Ruscaceae
rodzina Herreriaceae
rodzina Nolinaceae
rodzina Asteliaceae
rodzina Dasypogonaceae
rodzina Calectasiaceae
rodzina Blandfordiaceae
rodzina Xanthorrhoeaceae
rodzina Agavaceae
rodzina Hypoxidaceae
rodzina Tecophilaeaceae
rodzina Lanariaceae
rodzina Ixioliriaceae
rodzina Cyanastraceae
rodzina Phormiaceae
rodzina Doryanthaceae
rodzina Eriospermaceae
rodzina Asphodelaceae
rodzina Anthericaceae
rodzina Aphyllanthaceae
rodzina Hemerocallidaceae
rodzina Hostaceae
rodzina Hyacinthaceae
rodzina Alliaceae
rodzina Amaryllidaceae
rząd Liliales
rodzina Colchicaceae
rodzina Uvulariaceae
rodzina Iridaceae
rodzina Alstroemeriaceae
rodzina Calochortaceae
rodzina Liliaceae
rząd Melanthiales
rodzina Melanthiaceae
rodzina Campynemataceae
rząd Burmanniales
rodzina Burmanniaceae
rodzina Corsiaceae
rząd Orchidales
rodzina Neuwiediaceae
rodzina Apostasiaceae
rodzina Cypripediaceae
rodzina Orchidaceae
nadrząd Bromelianae
rząd Velloziales
rodzina Velloziaceae
rząd Bromeliales
rodzina Bromeliaceae
rząd Haemodorales
rodzina Haemodoraceae
rząd Philydrales
rodzina Philydraceae
rząd Pontederiales
rodzina Pontederiaceae
rząd Typhales
rodzina Typhaceae
nadrząd Zingiberanae
rząd Zingiberales
rodzina Lowiaceae
rodzina Musaceae
rodzina Heliconiaceae
rodzina Strelitziaceae
rodzina Zingiberaceae
rodzina Costaceae
rodzina Cannaceae
rodzina Marantaceae
nadrząd Commelinanae
rząd Commelinales
rodzina Mayacaceae
rodzina Commelinaceae
rodzina Xyridaceae
rodzina Rapateaceae
rodzina Eriocaulaceae
rząd Hydatellales
rodzina Hydatellaceae
rząd Cyperales
rodzina Juncaceae
rodzina Thurniaceae
rodzina Cyperaceae
rząd Poales
rodzina Flagellariaceae
rodzina Joinvilleaceae
rodzina Restionaceae
rodzina Centrolepidaceae
rodzina Poaceae
nadrząd Arecanae
rząd Hanguanales
rodzina Hanguanaceae
rząd Arecales
rodzina Arecaceae
nadrząd Cyclanthanae
rząd Cyclanthales
rodzina Cyclanthaceae
nadrząd Pandananae
rząd Pandanales
rodzina Pandanaceae